# Устав Кнежевине Србије из 1869.
Устав Књажества Србије из 1869. године, познат и као Намеснички устав (познат и као Духовски, Тројички устав), био је трећи устав Србије којим је замењен стари Турски устав из 1838. године. Усвојила га је Велика народна скупштина 11. јула 1869.године, а устав је био на снази у два периода 1869—1888. и 1894—1901. Најважније одредбе Устава из 1869. године посвећене су положају и надлежностима Народне скупштине, која по први пут у државноправној историји Србије постаје законодавни орган. Доношењу овог устава, иако Србија још није била суверена земља, нису се успротивили ни Османско царство, номинални сизерен Србије, ни велике силе.  Пошто га је у време малолетности Милана Обреновића донело Намесништво назива се и Намесничким уставом.

## Позадина
У раздобљу 1839—1869, које представља период формалне владавине Турског устава, сменила су се два суштински различита уставна поретка. Први је био период владавине уставобранитеља у току кога су организација врховне државне власти, али и уређење ширих, првенствено друштвено економских односа, били истински постављени на принципима Турског устава. Други период поклапа се са другом владом кнеза Михаила и обележен је важним променама уставног система у Србији.
После Милошеве абдикације и првог ступања на престо његовог сина Михаила, положај уставобранитеља знатно је ојачао. Њихови најистакнутији представници из редова трговаца и високе бирократије - Тома Вучић Перишић, Аврам Петронијевић, Илија Гарашанин, браћа Симићи - борили су се, у првом реду, за очување уставом признатих слобода у привредним односима, а нарочито за слободну трговину.
Вучићева буна 1842. године резултирала је свргавањем династије Обреновића, а 1. 9. 1842. године и избором Александра Карађорђевића за новог кнеза Србије.
Стални сукоби између кнеза и Савета, међутим, доводе децембра 1858. до сазивања Светоандрејске скупштине, на којој је, место збаченог кнеза Александра, на престо враћен Милош Обреновић.
Промена Устава из 1838. наследност кнежевског достојанства и исељење турског становништва из градова, основне су карактеристике Милошевог политичког програма после поновног ступања на престо Србије. Али непуне две године, колико је трајала Милошева друга владавина, нису биле довољне да кнез ова питања и реши. После Милошеве смрти, титулу кнеза поново наслеђује Михаило, чији је план био да се реформама учврсти на власти и тиме онемогући утицај опозиционих група и мешање Порте, а стварањем народне војске и склапањем споразума са хришћанским народима на Балкану тежио је коначном рушењу турске власти у овом делу Европе.
Са другом владом кнеза Михаила, Србија улази у ново поглавље свог уставног живота. Питање промене Турског устава било је најзначајније у законодавној активности новог кнеза. У својој прокламацији, приликом ступања на престо, он изјављује да је ,,закон највиша воља у Србији“. О томе Никола Христић у својим мемоарима пише:
Кнез Михаило, са својом владом, озбиљно се бавио мишљу да изда нов устав. Но ова намера није се могла остварити. У Паризу и Петрограду, где смо ову намеру изнели, дат нам је савет, да нов устав у правоме облику не издајемо, јер би тиме могли изазвати против себе Порту, а прилике онога времена налагале су да због овога с њоме не долазимо у сукоб. Уместо тога могли бисмо издавати поједине основне законе, без обзира на доондашњи турски устав, који бисмо на тај начин ништавним учинили
Порта није пристајала да Србија самостално донесе устав, и због тога кнез Михаило је, по наговору великих сила, донео законе којима је изменио правни положај врховних органа власти предвиђен у Турском уставу.
Закони којима је кнез Михаило у највећој мери изменио одредбе Устава од 1838. били су следећи:
Устројеније Државног совјета од  17. 8. 1861, којим су саветници стављени у исти ред са осталим чиновницима, што је омогућило кнезу да до тада независне саветнике може пензионисати;
Владавину кнеза Александра Карађорђевића су обележили чести сукоби кнеза и Совјета. Након Тенкине завере 1857. године, кнез Александар је разрешио совјетнике без одобрења Порте. Совјет се жалио на то и после Етем - пашине мисије кнез је био принуђен да повуче своје одлуке. Овлашћења кнеза у погледу именовања и смењивања совјетника су умањена у односу на ранија овлашћења, изменама устројства Совјета из маја 1858. године. Након Светоандрејске скупштине с краја 1858. године и повратка Милоша Обреновића на власт, Совјет почиње да губи моћ.
Устројеније Централне државне управе у Књажевству Србији од 12. 3. 1862, којим је број министарстава повећан на седам (формирана су три нова министарства: просвете, грађевине и војске), а министри потпуно одвојени од Савета и потчињени једино кнезу. Истим законом први пут је уведен Министарски савет, који је имао задатак да обједињује министарства, да решава о законским пројектима по другим стварима од значаја за целу земљу;
Закон о Народној скупштини од 17. 8. 1861. по коме се уводи разлика између велике и обичне скупштине (велика је по броју посланика четири пута већа од обичне и састаје се ради избора кнеза, одобрења усвојења престолонаследника или одређивања намесништва за време кнежева малолетства). По овом закону Скупштина је искључиво саветодавно тело које у одређеним случајевима има право да буде саслушано.
Такође су значајни били и следећи закони:
Закон о чиновницима грађанског реда од 24. 3. 1861, (касније замењен законом од 15. 2. 1864);
Закон о устројству обштина и обштинских власти од 24. 3. 1866;
Устројеније народне војске од августа 1861. године.
Док је кнез Михаило Обреновић заводио апсолутизам у земљи, против њега је склопљена завера са циљем да се он убије. Завереници су извршили атентат на кнеза 29. маја 1868. године у Кошутњаку, недалеко од Хајдучке чесме. Кнез Михаило није имао законитог потомства. Престо је остао упражњен, а избор владара био је у надлежности Народне скупштине. Пре њеног сазивања, дан после топчидерског атентата, министар војни Миливоје Петровић Блазнавац прогласио је уз помоћ војске, државним ударом, за новог кнеза четрнаестогодишњег унука Милошевог брата Јеврема – Милана Обреновића (1854-1901). Народној скупштини је само преостало да именује новог владара, који се јуна 1868. вратио из Париза где се школовао. Под јаким притиском, опкољена војском, Велика народна скупштина састала се 2. јула 1868. где је прогласила малолетног Милана Обреновића за кнеза и изабрала намеснике. Та скупштина је тражила корените реформе, тј. тражила је проширење скупштинске власти, да се уведе одговорност министара, слободу штампе и поротно суђење. Намесништво је ступајући на власт обазриво обећало политичке реформе, којима би се ојачао утицај Народне скупштине.За реформу је била бивша опозиција и јавно мнење, а једино су се конзервативци противили политичким реформама.

## Намесништво
Малолетном кнезу одређено је Намесништво, у које су ушли Миливоје Петровић Блазнавац, Јован Ристић и Јован Гавриловић. Ристић, способни чиновник и дипломата, убрзо се издвојио као водећа личност међу намесницима. Под његовим утицајем наступиле су промене у унутрашњој политици земље које су означиле умерену либерализацију политичког стања. Намесништво је о томе постигло политички компромис са либералима који су од прогоњених противника власти за време Михаила сада постали њен део. Пристали су да ублаже неке од својих реформских захтева (парламентаризам по угледу на западне демократије, снажна локална самоуправа, слобода штампе и окупљања итд.) у замену за раскид са дотадашњим апсолутизмом и постепено увођење политичких слобода. Намесништво је, као најважнији акт у току трајања свог мандата, донело нови устав.

## Никољски одбор
Неколико месеци после атентата, Намесништво је приступило изради новог устава. Они су покренули уставно питање противно одредбама Закона о Народној скупштини из 1861. године, које су забрањивале промену устава за време кнежева малолетства. То су урадили јер су сматрали да је постојеће уставно стање, са Турским уставом и изменама учињеним уставним законодавством кнеза Михаила, било неодрживо. У ту сврху су децембра 1868. на Св. Николу сазвали Уставни одбор, који је назван Никољски одбор, од преко седамдесет људи. Рад овог одбора, који је окупио 76 чланова, а чији су председник и заменик били шеф владе Ђорђе Ценић и министар унутрашњих послова Радивоје Милојковић, закључио је рад  19. децембра.
Задатак одбора био је, у ствари, да одговори на питање да ли је потребно и да ли је време да се земљи да устав. Потврдно одговоривши (сви су се сагласили осим Јована Илића) на то питање, одбор је разматрао следећа питања уставног карактера: да ли ће народно представништво бити једнодомно или дводомно; да ли министри треба да одговарају за свој рад и како; да ли треба дозволити слободу штампе? Намесништво се залагало за то да се Народној скупштини, која је до тад имала само саветодавну улогу, призна законодавна власт, али тражили су да се не укида Савет и на тај начин да постоји дводомни систем. Питање је, такође, било и како да се уреди законодавна власт и ту је Никољски одбор био у начелу за дводомни систем, али између Намесништва и одбора дошло је до несугласица око организације горњег дома, тј. Савета.
Намесништво је предлагало да саветнике бира влада, али одбор се томе супротстављао сматрајући да би ти саветници били зависни од владе. Посебно су се том предлогу постављених саветника супротстављали Аћим Чумић, Милан Пироћанац и Ђорђе Павловић. Чумић је истакао да ако Савет треба да буде надзорна власт над владом онда мора бити независан од владе. Такође је сматрао да саветници треба да буду независни и од народа на тај начин што би се бирали доживотно. Либерали су се бојали Чумићеве визије Савета сматрајући да може да се изроди у олигархију, па су тражили саветнике са привременим мандатом и да буду бирани од стране народа. Намесништво је Никољском одбору поставило и питање министарске одговорности и питање слободе штампе и ту су се готово сагласили, али су сматрали да слободу штампе не треба оставити без ограничења, а исто тако да треба донекле да се ограничи одговорност министара, да не би страховали стално од тужби. Сам пројекат устава израђен је после састанка Светоникољског одбора, у уском кругу од неколико чланова владе и намесника, међу којима је најактивнији био Ристић. Устав је донет на Великој народној скупштини која је заседала у Крагујевцу од 10. до 29. 6. 1869. године. Овај најдуготрајнији српски устав у XIX веку, био је и први устав који је Србија самостално донела.

## Дипломатске сметње и намесничка самовоља
Пошто су Намесништво и Никољски одбор били за промену устава требао је још и дипломатски напор, пошто је Отоманско царство сматрало да српски устав спада у њена права. Србија је тада имала Турски устав из 1838. Намесништво је најпре уверило Аустрију и Русију да је потребна промена устава, да би Турску ставили пред свршен чин. Постојала је сметња и у самом српском законодавству, јер је у Закону о Скупштини стајало да не може да се предлаже никаква уставна промена за време Намесништва. Тај закон је требао да спречи намеснике да прошире власт за време кнежева малолетства. Намесништво је тада у новинама објашњавало да се тај члан закона може променити обичном законодавном процедуром, али они ту промену нису извели до доношења Намесничког устава 1869, па се касније тврдило да је Намеснички устав донесен на неправилан начин. Устав је требао да донесе Савет, а у том процесу Скупштина је требала само да се саслуша, али Намесништву то није одговарало, па је 7. јуна 1869. тражило од Савета да одобри да Устав доноси Велика народна скупштина. С обзиром да је доведен пред свршен чин (намесници су наредили министру унутрашњих послова да сазове Велику народну скупштину на Видовдан 28. јуна 1869. у Крагујевцу), Савет није пружао велики отпор.

## Доношење устава
Не обазирући се на формално вазални положај Србије у односу на Турску и на одредбе Закона о Народној скупштини, којима је била забрањена промена устава када је кнез малолетан, Намесништво је донело одлуку о покретању поступка за доношење новог устава. Велика народна скупштина усвојила је Устав 29. јуна 1869. године. На доношење устава нису противљењем реаговале ни Порта ни велике силе.

### Начин доношења и промене устава
Устав је усвојила Велика народна скупштина, али је ступио на снагу тек након што су га потписали „намесници књажевског достојанства“, „чиме је на очигледан начин показано да та Скупштина није престављала уставотворну власт“. Због тога Намеснички устав по начину доношења спада у категорију уставних пактова (устава уговора). То је први српски устав који је написан екавским наречјем и Вуковим правописом, док је  језик устава прецизан и јасан.
Намеснички устав се и мењао по систему уставног пакта. Устав је познавао институцију Велике народне скупштине (била је четири пута бројнија од редовне), која је, осим да мења устав, имала надлежност да доноси одлуке о још неким питањима „од ванредне важности за земљу“ када кнез нађе да је потребно да саслуша Велику народну скупштину. Предлог о потреби, да се какве измене или допуне у уставу учине или да се који пропис истога протумачи, могао је предложити како кнез Скупштини, тако и Скупштина кнезу. Поступак промене устава био је  сложен: предлог о изменама и допунама требало је да буде усвојен двотрећинском већином присутних чланова редовне Народне скупштине, након чега су с њим морале да се сагласе две следеће редовне скупштине, да би на крају одлуку о предложеним изменама донела Велика народна скупштина и потврдио кнез.

## Садржина Устава

### Државни облик
Уставом је утврђено да је Србија „наследна уставна монархија са народним представништвом“. Њиме није уведен парламентарни систем власти јер је изостало правило о политичкој одговорности министара пред Народном скупштином. Због тога „Србија није била земља парламентарног система, него представничког система, дуалистичког, система немачког типа“. Раздобље примене Намесничког устава Слободан Јовановић назива „добом уставности“.
Увођење Народне скупштине у ред централних државних органа и постављање народног представништва на место које је у ранијим уставима имао Државни савет био је велики корак напред у односу на пређашње стање и значајан помак ка увођењу парламентарног система. Иако Уставом није изричито формулисано, начело поделе власти је спроведено између кнеза, Народне скупштине и независних судова.

### Организација власти
Централни политички органи власти били су кнез и Народна скупштина. Постојала је и Влада, коју је именовао и разрешавао кнез. Судство је било независно. Државни савет је задржан као уставни орган, али му је потпуно промењен карактер, па је, уместо законодавне и извршне функције, добио функцију управног суда, по угледну на француски Државни савет. Народна скупштина је први пут у државноправној историји Србије постала законодавни орган, али није имала право законодавне иницијативе. Само кнез је могао покренути формалну иницијативу за доношење неког закона.

#### Кнез
Кнез је био надмоћан уставни фактор у законодавној и извршној власти. Имао је тзв. право законодавне санкције, односно проглашавања закона, јер ниједан закон није могао да ступи на снагу док га кнез не прогласи. Законодавна власт Скупштине била је посебно ограничена могућношћу да кнез у случају опасности по „земаљску безбедност“ доноси прописе са законском снагом („ванредно издате законе“). Осим што је имао превагу у сфери законодавне, кнез је имао кључну улогу у извршној власти јер је самостално именовао и разрешавао владу. Кнез је био поглавар државе, и, као такав имао је сва права државне власти, а извршавао их је по опредељењима устава. Он је био врховни заповедник све земаљске силе. Његова је личност била неприкосновена и неодговорна. Кнез је постављао све државне чиновнике; у његово име и под његовим врховним надзором сви су вршили своју власт. Кнез је заступао  земљу у свим страним пословима и закључивао уговоре са земљама у иностранству с тим да: уколико су такви послови изискивали какво плаћање из државне касе, уколико су се њима мењали постојећи закони или се уговарало нешто чиме се стешњавају људска права – нужан је био пристанак Народне скупштине.  Кнез је стално пребивао у земљи, а кад би, по потреби, отишао на неко време из земља, он је постављао себи једног или више местозаступника за то време, и одређивао им власт у границама устава. Свој одлазак из земље и именовање местозаступника кнез је објављивао народу прокламацијом. Српски кнез морао је бити православне вере, а пунолетан је бивао кад наврши осамнаест година. При ступању на владу он је полагао пред првом скупштином заклетву.
Ја (име) примајући владу, заклињем се свемогућим Богом и свим што ми је најсветије и најмилије на овоме свету, пред светим његовим крстом и евангелијем, да ћу земаљски устав неповређен одржати, да ћу по њему и законима владати, и да ћу у свима мојим тежњама и делима само добро народа пред очима имати. Изричући свечано ову моју заклетву пред Богом и народом, призивањем за сведока Господа Бога, коме ћу одговор давати на страшном његовом суду, и потврђујем истинитост ове заклетве целивањем св. евангелија и крста Господа Спаситеља Исуса Христа. Тако ми Господ Бог помогао. Амин!
При ступању на престо, кнезу се додељивала, из државне касе, годишње једна сума новца, на све време његове владе, као цивил-листа (плата), која му се месечно исплаћивала. Али трошкови на одржање оних државних добара, која су се кнезу на бесплатно слободно уживање уступала, исплаћивали су се из његове цивил-листе. Цивил-листа један пут одређена, није се могла повисити без пристанка скупштине, а без пристанка кнеза није се могла умањити. По смрти кнеза важила је њему одређена цивил-листа и за престолонаследника до састанка прве народне скупштине.

#### Народна скупштина
Најважније одредбе Устава из 1869. године посвећене су положају и надлежностима Народне скупштине. Народна скупштина је први пут у државноправној историји Србије постала законодавни орган, али уз бројна ограничења њене надлежности. Законодавну власт врши Народна скупштина са кнезом. То је изразила уставна одредба:  „Никакав закон не може бити без пристанка Народне скупштине издат, укинут, измењен или протумачен.“ Али, Скупштина није била равноправан партнер са кнезом у законодавству. Она није имала право законодавне иницијативе већ је само могла да упути молбу кнезу да његова влада поднесе законски предлог на усвајање, а поднети предлог је могла у целини да прихвати или одбаци, без могућности да ишта промени. Само је кнез могао покренути формалну иницијативу за доношење неког закона. У тим случајевима Скупштина је подсећала на „тело немих“ из Наполеоновог Устава Конзулата. Скупштина није могла узимати у свој круг рада друге предмете, осим оних, који су јој уставом опредељени, или оних, које би јој кнез нарочито предао. У стању државне нужде, кнез је могао сам наредити, на предлог Министарског савета, оно за шта је неопходно скупштинско садејство, и то би имало силу закона. Када би се прва Скупштина састала, њој би се морао овако ванредно издати закон поднети на одобрење. Но, без одобрења Скупштине није се могао, ни у ком случају, данак или општи порез установити, ни постојећи преиначити.
Буџетско право Народне скупштине било је веома ограничено, због чега није могла да остави Владу без буџета и да је примора на одступање. Ако Влада не би усвојила примедбе Народне скупштине на предлог буџета, стари буџет би остајао на снази и за наредну годину. Скупштина је била дужна да пре свега узме у саветовање оне предмете, које јој је Влада поднела, а нарочито када је у питању био буџет – ако се захтевало, он се узимао одмах у разматрање. Исто тако, Влада је морала оне предмете, који јој се од Скупштине као хитни означе, што пре узети у разматрање. Без пристанка Скупштине држава се није могла задужити. Ако би због какве ванредне и преке потребе земаљске нужно било, да се држава задужи, а Скупштина не би била на скупу, онда би се она морала ванредно сазвати. Но ако би се земља налазила у таквим околностима, да није могуће ванредно сазвати Скупштину, кнез је могао, на предлог Министарског савета, а по договору са Државним саветом, решити, да се учини зајам, који не сме превазићи суму од две стотине хиљада дуката. Кнез је могао, на исти начин, решити, да се, за подмирење какве ванредне и преке државне потребе, учини из државне касе издатак, за који нема законодавно одобреног кредита; но сума оваквих издатака за једну годину, није смела превазићи тридесет хиљада дуката. Првој редовној скупштини саопштавало би се, у оба напред изложена случаја, шта је учињено, и разлагали би се узроци, због којих је било нужно да се тако поступи.
Народна скупштина је била народно представништво. Она се састојала од посланика, народом слободно изабраних, и посланика које бира кнез. Скупштина је била обична (редовна) и велика. Избори народних посланика су били непосредни и посредни преко повереника. Кнез је бирао на свака три посланика по једног из реда својих људи, који су се одликовали науком или искуством у народним пословима (било је, дакле, ¾ народних и ¼ кнежевих или владиних посланика) . Сваки Србин који је био пунолетан и плаћао је грађански данак на имање, рад или приход, имао је право да бира посланике или поверенике. Ко је имао право да бира, могао је бити изабран за повереника, али за посланика могао је бити изабран само онај, који је имао пуних тридесет година и плаћао је државни данак најмање шест талира годишње на имање, рад или приход, и има остала својства, која је прописивао изборни закон. Чиновници, и они, који су спадали у ред чиновника, као: пензионери, они, који су примали какво издржавање из државне касе, или који су улагали у фонд удовички, а исто тако и правни заступници, нису могли бити изабрани за народне посланике. Ни војници нису могли бити изабрани, а ни бирати, ма ког чина били. Они које је кнез бирао, могли су се узети из свих редова грађанства. При избору народних посланика или повереника, само се лично, и на само једном месту могао дати глас. Сви посланици морали су живети у Србији, но нису морали живети у срезу или вароши у којој су изабрани. Народни посланици нису били представници само оних, који су их изабрали, већ целог народа; и по томе, њима се није могла дати никаква обавезна контрола од стране бирача, већ су они по својим убеђењима и по својој савести представљали и решавали народне потребе. Сви посланици, када  би ступали на дужност, полагали су заклетву.

##### Круг власти Народне скупштине
Скупштина је могла да прима писмене жалбе о предметима, које је дотични министар већ решио, али она није могла да прима лично жалитеље.
На свако закључење које би Скупштина поднела кнезу, следовала би кнежева одлука, и то, уколико је могуће, још за време трајања исте скупштине.
Министри су имали приступ седницама Скупштине; они су могли учествовати у претресању сваког предмета, бити саслушани кад год би захтевали, и имали су права да о ствари још једном говоре, пошто се претрес о њој заврши. Кнез је могао да одреди и пошаље у Скупштину и друга лица, као поверенике, који би уместо министара, или са њима заједно, давали Скупштини потребна објашњења, и ови повереници имали су тада иста права као и министри. Но ни министри ни повереници нису могли давати глас.

##### Сазивање Народне скупштине
Скупштина се сазивала редовно сваке године, а кад би важни хитни послови захтевали, она се могла и ванредно сазвати. Кнез је сазивао, отварао и закључивао скупштину; он је одређивао време у години, кад ће се, и место, где ће се она сазвати. Кнез је могао сазвану скупштину на неко време да одложи, само се при одлагању опредељивао за време, на које се одлаже, и то време је могло бити најдуже шест месеци. Кнез је Скупштину могао и да распусти, па да нареди други избор народних посланика. Други избор народних посланика морао је бити наређен најдуже у периоду од шест месеци, од дана, када је претходна распуштена.
Без кнежевог позива, посланици се нису могли скупити у скупштинске седнице, нити су могли остати скупљени, и што радити, пошто су седнице закључене, одложене или Скупштина распуштена.
Сваки Владин предлог, и уопште сваки предмет, морао се у Скупштини, пре него што се узме у саветовање и решавање, испитати у једном или више одбора. Овим одборима Влада морала су се дати, на њихово захтевање, потребна објашњења. Но и одбори су морали, пре него што дају своје мишљење Скупштини, саслушати владиног повереника о примедбама, које би он имао дати, и које би одборима у њиховој седници разложио, а одбори су о тим примедбама расуђивали, и по нахођењу су их оцењивали.
Народна скупштина је била једнодомна. За рад Скупштине захтеван је висок кворум од три четвртине присутних посланика, а одлуке су доношене већином гласова присутних. Посланици су уживали имунитет за дат глас, али не и потпуну неодговорност за изнето мишљење, као ни имунитет неповредивости.
У Скупштини се глас могао дати само лично и јавно.
Скупштинске седнице су биле јавне; но могле су бити и тајне, на захтевање председника, или министра, или владиног повереника, кад би који од њих изјавио, да је при саопштењима, која би имао да учини, нужна тајност; или на захтевање три члана, којима би се, пошто се слушаоци удаље, придружила најмање још једна четвртина присутних чланова.
Нико није могао са оружјем доћи у седнице Скупштине, ни у ограду њеног здања.

#### Велика народна скупштина
Задржана је установа Велике народне скупштине која је била четири пута већа од редовне и састојала се само од посланика које је бирао народ.
Велика народна скупштина сазивала се кад је било потребно:
1. да се избере Кнез, кад би владајући преминуо, а не би било престолонаследника по опредељењима овога устава
2. да се изберу намесници кнежевског достојанства, кад се та потреба покаже у смислу устава;
3. да решава мењање устава;
4. да решава питања веће важности о смањивању или размени кога дела државне области; и
5. кад би кнез нашао за потребно да саслуша Велику народну скупштину о каквом питању од ванредне важности за земљу.

#### Влада
На врху државне службе налазио се Министарски савет, који је стајао у хијерархији непосредно под кнезом. Министарски савет (Владу) састављали су министри, који су били именовани за поједине струке управе, између којих је кнез, по свом нахођењу, постављао једног за председника Министарског савета. Министри су били чиновници, највишег ранга, које је кнез постављао и отпуштао по својој вољи. Они нису били политичке личности, али су могли кривично да одговарају у Народној скупштини (за издају отаџбине или владаоца, повреду устава, примање мита и наношење штете држави из користољубља), при чему је била потребна квалификована (двотрећинска) већина да би били оптужени. Предлог за то, који се давао написмено, морао је садржати тачке оптужења и бити потписан најмање од двадесет посланика. Оптуженом министру судио је Државни суд, чији се састав опредељивао законом. Осуђеног министра кнез није могао помиловати без пристанка Народне скупштине. Државни чиновници су полагали кнезу заклетву, да ће му бити верни и послушни, и да ће се устава савесно придржавати. Војска није полагала заклетву на устав. Чиновник, који, због старости или друге телесне или душевне слабости, није могао да врши дужности свог звања, имао је право на пензију. У осталим случајевима, права и дужности државних чиновника опредељивале су се особеним законом.
Влада (министарски савет) није била политички одговорна Народној скупштини, па није могло бити речи о парламентарном систему власти. То је била монархова, а не парламентарна влада.
Извршна власт издаје наредбе за извршење закона, као и наредбе проистекле из надзорне и управне кнежеве власти.
Министар финансија управљао је државним имањем, које су чинила сва она непокретна и покретна добра, и сва имовна права, која је држава, као своја прибављала.

#### Државни савет
Државни савет је задржан као државни орган, али са потпуно промењеном функцијом. Он је изгубио законодавну власт, постао је саветодавни орган Владе у изради законских и управних пројеката. Његове чланове је именовао кнез, а могло их је бити најмање једанаест а највише петнаест. Њихов статус је био изједначен са статусом чиновника. Члан Државног савета није могао бити, онај ко није навршио тридесет и пет година живота, и десет година државне службе, и ко није имао непокретног имања у Србији. Прецизиране су бројне надлежности Савета у финансијској и управној сфери и он је претворен у управни суд, и то једини у земљи.
Задаци Државног савета били су:
1. да даје Влади своје мишљење о предметима, које би му она предложила;
2. да на позив Владе израђује и испитује законске и административне пројекте;
3. да разматра и решава жалбе против министарских решења у спорним административним питањима;
4. да решава сукобе између административних власти;
5. да одобрава почасне издатке из општег кредита буџетом одређеног на ванредне потребе, као и почасно употребљавање кредита, одређеног за грађевину, уколико би издатак у поједином случају био већи од суме, са којом министар може сам по закону располагати;

б. да одобрава изузетно добијање српског држављанства;
1. да одобрава задуживање државе као и ванредне кредите у случајевима, предвиђеним уставом;
2. да решава о порезима за потребе округа, срезова и општина, ако порези прелазе суму, коју сама управна власт по закону одобрава, а исто тако и о задуживању округа, срезова и општина;
3. да одобрава продају и уопште отуђивање непокретних добара окружних, среских и општинских;
4. да решава о расходовању оних сума, за које би се показало, да се немају одакле наплатити;
5. да одобрава у ванредним потребама зајмове из државне касе, или изузетне зајмове од управе фондова;
6. да одобрава поравнања, која би се по државне интересе као напредна показала;
7. да може од главне контроле захтевати потребне извештаје, и објашњења о државним рачунима; и
8. да решава има ли по закону места заузимању приватних непокретних добара, за општенародну потребу.

#### Судска власт
Судска власт је била вишестепена и независна. Уставом је било прописано да „никаква државна власт, ни законодавна ни управна, не може вршити судске послове, нити опет судови могу вршити законодавну или управну власт“. Правда се изрицала у име кнеза. При изрицању правде судови су били независни и нису стајали ни под каквом влашћу осим закона. Судови нису могли судити управним чиновницима за њихова званична дела док им надлежна власт то не би дозволила. Никоме није смео судити други суд, осим онога, који му је законом, као надлежан, опредељен. Није могао бити судија првостепеног суда, онај ко није навршио двадесет и пет година, а виших судова, ко није навршио тридесет година живота. При изрицању правде у судовима морало је бити најмање три судије. Но законом се могло определити, да предмете мање важности, кривичне и грађанске, суди један судија. Претрес у судовима био је јаван, осим где је закон, због јавног поретка и морала, друкчије налагао; но судије су се саветовале и давале глас тајно, а пресуда се исказивала гласно и јавно. У пресуди морали су се изложити основи суђења и параграфи закона, по којима је пресуђено. У свим злочинима и преступима оптужени је имао право да узме браниоца пред судом, а у случајевима, које је закон опредељивао, морао му је суд браниоца по званичној дужности поставити. У кривичним делима кнез је имао право помиловања, и могао је одсуђену казну кривцу да преобрати у казну другог блажег рода, или да му је смањи, или пак сасвим опрости.

### Људска права
Ни у области људских права Намеснички устав није испуњавао стандарде свога времена. Главна замерка у том смислу може се ставити на могућност да се остваривање зајемчених права ограничи законом, а многа права нису била укључена у каталог (на пример, слобода избора и договора, право на удруживање). Политичка права су била формулисана веома штуро, попут слободе изражавања мишљења, док је уставом, без изричитог прокламовања слободе штампе, било предвиђено да се донесе посебан закон о штампи („о печатњи“). С друге стране, било је предвиђено да влада може „у случају преке опасности за јавну сигурност“ на неко време да обустави уживање појединих права, чиме је сфера слобода и права грађана била додатно угрожена.
Под којим се условима добијало српско грађанство, и каква је права оно давало, као и како се губило, опредељивало се законом. Сви Срби су били једнаки пред законом. Срби су имали једнака права на сва државна звања, уколико би испунили услове, прописане законом, и уколико би имали способности за то, док су страни поданици могли бити примљени само под уговором у извесна звања, што се законом ближе опредељивало.
Лична слобода се гарантовала Уставом и није подлегала никаквом другом ограничењу, осим ономе, које је закон прописивао. Нико није могао бити осуђен, док не буде саслушан, или законитим начином позван да се брани. Такође, нико није могао бити затворен, осим у случајевима и по прописима, који су опредељени законом.
Право својине је Србима било неповредиво – против домаћинове воље нико није смео ући на његов посед, истраживати, осим у случајевима који су прописани законом. Конфисковање имовине у име казне било је забрањено, с тим да је било дозвољено одузимање појединих ствари: оних које су кажњивим делом произведене, или су послужиле као оруђе током тог дела, или су пак томе намењене. Нико није могао бити принуђен да своје добро уступи за државне или друге јавне потребе, осим где је закон то допуштао и са накнадом по закону.
Владајућа вера у Србији је источно-православна, а дозвољена је и свака друга призната вера, и стоји под заштитом закона у извршењу својих обреда, но нико не може, позивајући се на прописе своје вере, да се ослободи својих грађанских дужности. Забрањена је била свака радња која би могла бити убитачна за православну веру (прозелитизам).
Сваки Србин имао је право слободе мишљења, саображавајући се у томе прописима закона.
Сваки Србин имао је право да се жали на противзаконске поступке власти. Уколико је виша власт сматрала да је жалба неоснована, она је била дужна да жалитеља у своме решењу извести о основама, због којих му жалбу није уважила. Свако је имао право да се обрати молбом надлежној власти, и то у своје име; а у име другога, и као целина, могли су то чинити само надлежни органи и правна лица (корпорације) и то ова последња о предметима, за које су надлежна.
Сваки је Србин био војник, и био је дужан да служи у војсци, изузев оних које закон ослобађа. Народна војска, као једна од најнужнијих земаљских установа, није се могла  укинути ни смањити. Војска се није смела договарати – она се састајала искључиво на позив старешине. Војници су подлегали војним судовима само за кривична дела.
Сваки Србин и свако правно лице, били су дужни да плаћају државне данке као и друге врсте пореза, а они су се разрезивали по једнаким основама за све. Једино кнез и престолонаследник нису плаћали никакав данак.
Сваком Србину било је дозвољено да иступи из српског грађанства, пошто испуни своје војне обавезе, као и друге дужности, које би имао спрам државе и других приватних лица.

### Установе у држави
Слободно јавно извршавање верозаконих обреда имале су вероисповести, које су у Србији признате, или које су особеним законом бивале признате. Кнез је био заштитник свих вероисповести које су признате у држави. Преписка духовне власти православне цркве са властима или саборима изван земље водила се са одобрењем министра црквених послова. А преписка свештеника других вероисповести са властима и саборима изван земље морала се подносити на увиђење и одобрење министру црквених послова. Никакав акт, који би дошао од духовних власти, или црквених сабора изван земље, није могла духовна власт у земљи обнародовати, докле га не одобри министар црквених послова.
Све школе и други заводи за образовање стајали су под надзором државне власти.
Приватни заводи за добротворне сврхе нису се могли државним имањем сматрати, нити на што друго употребити, осим на оно, што је опредељено при установи завода. Само у случају, кад више није било могуће, да се првобитно опредељена сврха завода постигне, могло се се употребити имање истога, за друге подобне сврхе, по пристанку оних који би имали право надзора и управе.

### Територијална организација
Намесничким уставом није чак ни начелно прокламована локална самоуправа већ је само наведено да су општине „самосталне у својој управи, сходно прописима закона“. У домену територијалне организације на снази је задржано законодавство које је важило пре доношења тог устава, а накнадним променама тих закона постепено су уклоњени и последњи остаци локалне самоуправе на целокупној државној територији. Ликвидирање елемената локалне самоуправе је извршено након што је Србија међународно призната на Берлинском конгресу 1878. године.

#### Општине и правна лица
Никаква нова општина, и уопште никакво правно лице, није могло настати без одобрења државне власти. Исто тако није могла каква постојећа општина, без одобрења државне власти, свој обим променити, било примањем у себе других општина, било делећи се сама у више општина. Општине су биле самосталне у својој управи, сходно прописима закона.
Сваки грађанин и свако непокретно добро, морало је у јавним односима припадати некој општини, и сваки члан општине, и свако непокретно добро, морало је сносити општинске терете.
Општине и уопште правна лица, могли су, као и поједина лица, имати свог имања.
Општинске власти биле су дужне да, поред општинских послова, врше у својој општини и државне послове, које су им закони одређивали.

### Органски закони
Следеће, 1870. године било је донето неколико тзв. органских закона, који  су разрађивали уставне прописе. То су Изборни закон, Закон о министарској одговорности, Закон о пословном реду у Народној скупштини и Закон о штампи. Органски закони су били корак уназад од онога што је прописивала уставна норма. Тако је Изборним законом уведено јавно гласање и бирање путем повереника, осим у окружним варошима. Принцип министарске одговорности био је изигран кратким роком у коме је та одговорност застаревала. Уставом проглашена слобода штампе, законским одредбама, практично је одузета.

## Устав у пракси
Једна од прихваћених оцена квалитета Намесничког устава је она коју је изрекао Милован Миловановић: 
Не може се порицати да је овај устав учинио један знатан корак унапред у развоју српске уставности, само се он исувише прецењује у извесним круговима нашег јавног мњења
зато што њиме није 
учињен какав ванредан прелом у уставном животу Србије
Намеснички устав је ипак представљао добар мост између примитивне уставности уведене Турским уставом из 1838. године, усвојеног за заосталу турску провинцију која се борила за своју аутономију, и Устава из 1888. године, који је донет у независној земљи, којим је успостављен парламентарни систем и богат каталог људских права.
Након што је донет Намеснички устав се непрекидно примењивао готово пуне две деценије. За то време су се у привредном, културном и политичком животу Србије догодиле многе значајне промене, а међу њима су посебно важна три догађаја. Прво, на Берлинском конгресу 1878. године Србија је добила међународно признање као независна држава. Друго, почетком осамдесетих година 19. века (1881) настале су политичке странке – Либерална, Радикална и Напредна – и постале су главни покретачи политичког организовања. И треће, већ наредне године (1882) монархија је подигнута на ниво краљевине.
Намеснички устав био је на снази до доношења Устава из 1888. године, али и у периоду од 1894. до 1901. године, када је краљ Александар Обреновић државним ударом (у мају 1894. године) суспендовао Устав из 1888. и вратио на снагу Устав из 1869, који је остао на снази до доношења Устава из 1901. године.

## Недоследност реформи намесничког режима
Устав је прокламовао широка грађанска права и слободе (једнакост грађана пред законом, лична слобода, неповредивост права својине, слобода говора и штампе) која су ограничена законима донетим наредних година. На том примеру огледале су се умереност и недоследност реформи намесничког режима. Слично је било и са судством, које је проглашено независним али су судије могле бити премештане и тако у стварности зависне од извршне власти.

## Крај прве владавине Устава
После ступања на снагу устава из 1869. године, Либерална странка, која је једина могла да створи озбиљну опозицију, постала је владина странка. Новостворене странке – напредњаци и радикали – међутим, незадовољни постојећим стањем, у први план свог политичког програма стављају промену устава.
Напредњаци су се у свом предлогу новог устава између осталог залагали за то да се Скупштини да она моћ коју има у земљама парламентарног режима, али са два дома – оба на основу високог цензуса.
Радикална странка, чије је првобитно извориште био социјалистички покрет Светозара Марковића, седамдесетих година је критиковала бирократски систем са економског гледишта. Али почетком осамдесетих, када су се и формално организовали као политичка странка, радикали су своју пажњу усредсредили на однос између Владе и Скупштине, тражећи нов устав који ће Скупштини дати врховну власт.
Либерална странка Јована Ристића 19. 10. 1880. године одлази са власти, а њено место заузима Напредна странка, уз чију подршку кнез Милан са Аустријом закључује тзв. Тајну конвенцију. По њој Аустрија гарантује Милану и његовим потомцима престо, као и дипломатску подршку у случају ширења Србије према југу. За узврат, кнез Милан обећава да Србија неће водити никакву агитацију у Босни и Херцеговини (тада већ под аустријском окупацијом) и да, без претходног споразума са Аустро-Угарском, неће закључивати политичке уговоре са страним државама.
Популарност коју су у народу стекли радикали била је разлог оштрих напада и прогањања од стране владајуће Напредне странке и краља Милана, који су против радикала користили сва дозвољена и недозвољена средства. У атмосфери заоштрених страначких борби и краљеве изразите нетрпељивости према радикалима, у јесен 1883, у источној Србији избила је тимочка буна, коју је Милан вешто искористио за обрачун са Радикалном странком и њеним најистакнутијим првацима.
Охрабрен новонасталом ситуацијом и ослобођен страха од радикала, краљ на међународном плану повлачи још један рискантан потез. Новембра 1885, са образложењем да штити равнотежу снага на Балкану, објављује рат Бугарској, која је мало пре тога, септембра исте године, анектирала источну Румелију, дотле аутономну провинцију Отоманског Царства, са хришћанским генералним гувернером. Недовољно наоружана, неприпремљена и у ратовима (1876-78) исцрпљена, српска војска је претрпела пораз код Сливнице, а затим и код Пирота. Букурешким миром, уз посредовање Аустрије, успостављено је територијално стање од пре рата. За поновно успостављање ауторитета династије, нарушеног непопуларним ратом са Бугарском, Милану је била потребна подршка радикала. Из тих разлога је, на место дотадашње напредњачке, формирана коалициона влада либерала и радикала (јуна 1887) а од септембра чисто радикалска.
Прокламацијом 14. 10. 1888, краљ Милан је наредио изборе за Велику скупштину ради промене устава. Краљ је такође дао на знање да нови устав мора бити заједничко дело свих странака и да ће одобрити само оно у чему се све странке буду сложиле. Нови устав је потврђен и објављен 22. 12. 1888. године.

## Други период владавине Устава
Први од три државна удара који су карактерисали владавину Александра Обреновића, извршен је по наговору његовог оца, бившег краља Милана, 1. 4. 1893. године. Уз помоћ војске Александар се пре времена прогласио пунолетним, збацио Намесништво и променио Владу. Ова промена је у почетку одговарала радикалима, који су се вратили на власт, али убрзо, јануара следеће године, повратком Милана у Србију, они су принуђени на повлачење. Политичка игра Милана и Александра наставила се погађањима са остале две странке – либералима и напредњацима.
Оштри напади опозиционе штампе и страх од поновног доласка радикала на власт, после избора који би се по још важећем Уставу из 1888. морали расписати, били су разлози због којих се Александар одлучује на нови државни удар. Прокламацијом из 9. 5. 1894. он обуставља Устав из 1888. и враћа на снагу Намеснички устав из 1869. године. Истом приликом Александар обећава да ће се нови устав донети чим се ситуација у земљи смири. Намеснички устав, међутим, задржан је још читавих седам година.
О овом периоду Слободан Јовановић пише:
Комбинујући разне странке једну с другом, он (Александар) је мислио да их држи једну другом у равнотежи – и да опет он буде господар ситуације... С друге стране, имао је природног дара за политичке интриге и комбинације – и успео је да напредну и либералну странку, које је највећма употребљавао за своја неутрална министарства, готово сасвим растури, и да од њихових елемената склопи једну своју „четврту странку“, на коју је у свакој прилици могао рачунати. Земљом је опет владала једна странка само то није била странка народна већ дворска.
Притисак Русије, којој се све више окреће после захладњења односа са Аустријом, притисак радикала, који после Миланове смрти заузимају оштрији став према краљу, као и жеља да колико-толико стиша незадовољство због своје женидбе Драгом Машин, били су разлози који су Александра натерали да се коначно 1901. године одлучи на промену устава. Ова промена је извршена још једним противуставним актом – октроисањем (даровањем) устава.

## Значај Устава
Намеснички устав проглашен је без претходне сагласности султана, што су гарантне силе прећутно прихватиле. Изостали су и протести Порте, тако да је ово био први самостално (и успешно, за разлику од Сретењског) донет устав нововековне Србије.
Највећа тековина Устава из 1869. године је право Народне скупштине да заједно са кнезом доноси законе, али избор министара није зависио од ње, него од кнеза. Тиме је остварен важан корак ка јачању улоге парламента који је овим уставом први пут добио део законодавне власти. Заседао је једном годишње уместо као до тада сваке треће године. Подизањем значаја Народне скупштине и проширивањем бирачког права учињени су важни потези ка демократизацији политичких прилика. Наиме, био је уведен тзв. представнички систем, али без парламентарне владавине. Такав систем је владао и у немачким државицама тога доба: скупштина је имала законодавну функцију, али је владу постављао и смењивао владар.
Допринос Намесничког устава огледао се у чињеници да је његово самостално доношење учврстило аутономну позицију земље према Порти.
Намеснички устав је први српски устав који је модерно конципиран и правнотехнички уређен према тадашњим европским правилима. Осим тога, први је устав који је писан екавицом и Вуковим правописом. Језик Устава је прецизан и јасан. Архаизми су ретки у тексту, а употребљена је одговарајућа уставноправна терминологија.